# Acrostemon incurvus
Acrostemon incurvus là một loài thực vật có hoa trong họ Thạch nam. Loài này được Benth. mô tả khoa học đầu tiên năm 1839.